# Mychajło Podolak
Mychajło Mychajłowycz Podolak (ukr. Михайло Михайлович Подоляк; ur. 16 lutego 1972) – ukraiński doradca Szefa Kancelarii Prezydenta Ukrainy Wołodymyra Zełenskiego od 2020 roku. W czasie rosyjskiej inwazji na Ukrainę w 2022 roku jeden z przedstawicieli Ukrainy w rosyjsko-ukraińskich negocjacjach pokojowych.

## Życiorys
Mychajło Podolak spędził dzieciństwo we Lwowie i Nowowołyńsku. Od 1989 roku mieszkał na Białorusi, ukończył Miński Instytut Medyczny.

### Kariera dziennikarza
W latach 90. pracował jako dziennikarz białoruskich czasopism, m.in. „FM-Bulwar” (FM-бульвар), „Czas” (Час), „Narodnaja Wola” (Народная Воля) i „Biełoruskaja Diełowaja Gazieta” (Белорусская деловая газета).
W 2002 roku Anatolij Tozik, przewodniczący Państwowego Komitetu Kontroli Białorusi, złożył pozew przeciwko Podolakowi za ujawnienie i opublikowanie poufnych informacji w białoruskiej opozycyjnej gazecie „Nasza Swoboda”. W artykule stwierdzono, że prezydent Alaksandr Łukaszenka „spowalnia rozwój rosyjsko-białoruskiej współpracy gospodarczej” i że Anatolij Tozik miał „trudne relacje” z prokuratorem generalnym Wiktorem Szejmanem. Szef Państwowego Komitetu Kontroli oskarżył Podolaka o zniesławienie i zażądał równowartości 120 tys. dolarów odszkodowania. 2 sierpnia 2002 roku sąd w Mińsku uznał pozew, ale zarządził od gazety mniejszą kwotę, niż żądał Tozik: równowartość 54 tysięcy dolarów od gazety i 2700 dolarów od Mychajła Podolaka. Wydawnictwo nie miało pieniędzy na zapłacenie kary i kontynuowanie działalności, więc przestało istnieć. Podolak powiedział wtedy, że proces był „pośpiesznym wyrokiem politycznym” i że „wynik procesu był jasny od samego początku, ponieważ generał Tozik bronił honoru i godności prezydenta Białorusi Alaksandra Łukaszenki”.
W 2004 roku pracował jako zastępca redaktora naczelnego opozycyjnej białoruskiej gazety „Wremia”. 21 czerwca tego roku został zatrzymany przez funkcjonariuszy KGB Białorusi i po otrzymaniu trzydziestu minut na spakowanie się został deportowany na Ukrainę i pozbawiony prawa do odwiedzenia Białorusi przez pięć lat. Białoruskie władze zarzuciły Podolakowi, że jego działania „są sprzeczne z interesem bezpieczeństwa państwa”, a materiały zawierają „oszczercze fabrykowanie rzeczywistej sytuacji w kraju, wzywają do destabilizacji sytuacji politycznej na Białorusi”. Sam Podolak podał jako powód deportacji swój artykuł o tym, kto mógłby zastąpić Łukaszenkę na stanowisku prezydenta Białorusi. Decyzja o wydaleniu go z kraju zapadła 16 czerwca, ale sam dziennikarz został poinformowany o tym dopiero w dniu deportacji. Faceci, którzy zdecydowali się mnie stąd wysłać, wręcz przeciwnie, zrobili dobry uczynek: wcześniej nadal przestrzegałem pewnych ograniczeń i nie nazywałem przestępcami tych, którzy formalnie nie są skazywani w sprawach karnych. Teraz niektóre osoby mogę nazwać przestępcami – komentował wtedy Podolak.
W 2005 roku Podolak był redaktorem naczelnym „Ukrajinśkiej hazety” (ukr. Української газети). W czerwcu tego roku opublikował artykuł „Ostatnia wieczerza”, który dotyczył zatrucia w 2004 roku ówczesnego kandydata na prezydenta Ukrainy Wiktora Juszczenki. Materiał był rezultatem dziennikarskiego śledztwa przedstawionego w formie artystycznej. Autor, powołując się na własne źródła, sugerował, że za zatruciem stoją osoby bliskie Juszczence: Dawyd Żwanija, zastępca szefa centrali Bloku Naszej Ukrainy, oraz Jewhen Czerwonenko, minister transportu i łączności, członek partii Juszczenki.
W 2006 roku Podolak rozpoczął współpracę z ukraińskim serwisem internetowym Obozrevatel (ukr. Обозреватель) jako freelancer. Jednocześnie został doradcą właściciela wydawnictwa, przewodniczącego Państwowego Komitetu ds. Polityki Regulacyjnej i Przedsiębiorczości Mychajła Brodskiego. W grudniu 2011 roku Podolak został redaktorem naczelnym Obozrevatela.
W czerwcu 2011 roku Podolak znalazł się wśród sześciu dziennikarzy, których po raz pierwszy zaproszono do rezydencji ówczesnego prezydenta Ukrainy Wiktora Janukowycza w związku z wcześniejszym wezwaniem tego prezydenta do ujawnienia swojego majątku.

### Kariera polityczna
W 2006 roku Podolak założył firmę konsultingową zajmującą się „zarządzaniem reputacją” i „zarządzaniem konfliktami”. Klientami firmy byli głównie politycy z Ukrainy, Białorusi i Rosji. Profil naszej działalności obejmuje zarządzanie konfliktami o różnym stopniu złożoności, a w tej pracy są różne komponenty – prawny, władzy, negocjacyjny i po części medialny – powiedział wtedy o swojej pracy Podolak.
W kwietniu 2020 roku Podolak został doradcą Szefa Kancelarii Prezydenta Ukrainy Andrija Jermaka i „kierownikiem antykryzysowym” Kancelarii. Od tego czasu kontroluje całą politykę informacyjną Kancelarii Prezydenta i doradza bezpośrednio Wołodymyrowi Zełenskiemu. Ponadto przygotowuje ministrów ukraińskiego rządu do transmisji w mediach, aby ich tezy były skoordynowane z treściami promowanymi przez prezydenta.
Od 28 lutego 2022 roku jest jednym z kluczowych negocjatorów strony ukraińskiej w rozmowach pokojowych z Rosją po jej inwazji na Ukrainę.

## Rozpoznawalność
Podolak w 2020 roku zajmował trzecie miejsce w rankingu 100 najbardziej wpływowych Ukraińców według magazynu „Focus”.

## Odznaczenia
- Komandor Orderu Wielkiego Księcia Giedymina (Litwa, 2023)[14]